# Dan Einbinder
Dan Einbinder (hebreo: דן איינבינדר, Mevaseret Zion, 16 de febrero de 1989) es un exfutbolista israelí que jugaba como centrocampista.

## Clubes
| Club                       | País   | Año       |
| -------------------------- | ------ | --------- |
| Beitar Jerusalén           | Israel | 2008-2012 |
| Hapoel Ironi Kiryat Shmona | Israel | 2012-2013 |
| Maccabi Tel Aviv           | Israel | 2013-2015 |
| Beitar Jerusalén           | Israel | 2015-2017 |
| Hapoel Be'er Sheva         | Israel | 2017-2018 |
| Beitar Jerusalén           | Israel | 2018-2021 |
| Hapoel Tel Aviv            | Israel | 2021-2024 |
| Hapoel Hadera              | Israel | 2024-2025 |

## Selección nacional
Fue internacional con la selección de fútbol de Israel, debutó el 6 de octubre de 2016 contra Macedonia entrando desde el suplemento en el partido que culminó 2-1 a favor de los israelíes, y marcó su primer gol ante Albania en la victoria por 3-0, ambos por la Clasificación de UEFA para la Copa Mundial de Fútbol de 2018; ha jugado 8 partidos internacionales.

### Goles internacionales
| N.º | Fecha                   | Sede                             | Rival   | Gol | Resultado | Competición                                          |
| --- | ----------------------- | -------------------------------- | ------- | --- | --------- | ---------------------------------------------------- |
| 1.  | 12 de noviembre de 2016 | Elbasan Arena, Elbasan · Albania | Albania | 2–0 | 3-0       | Clasificación para la Copa Mundial de Fútbol de 2018 |

## Palmarés

### Campeonatos nacionales
| Título                 | Club               | País   | Año     |
| ---------------------- | ------------------ | ------ | ------- |
| Copa de Israel         | Beitar Jerusalén   | Israel | 2008-09 |
| Liga Premier de Israel | Maccabi Tel Aviv   | Israel | 2013-14 |
| Liga Premier de Israel | Maccabi Tel Aviv   | Israel | 2014-15 |
| Copa de Israel         | Maccabi Tel Aviv   | Israel | 2014-15 |
| Copa Toto              | Maccabi Tel Aviv   | Israel | 2014-15 |
| Supercopa de Israel    | Hapoel Be'er Sheva | Israel | 2017-18 |
| Liga Premier de Israel | Hapoel Be'er Sheva | Israel | 2017-18 |